# Піддубровне
Піддубро́вне (рос. Поддубровное) — село у складі Вікуловського району Тюменської області, Росія.
Населення — 509 осіб (2010, 557 у 2002).
Національний склад станом на 2002 рік:
- росіяни — 96 %